# Crédit Commercial de France
Crédit Commercial de France (Groupe CCF) — французская финансовая группа. Штаб-квартира расположена в VII округе Парижа.

## История

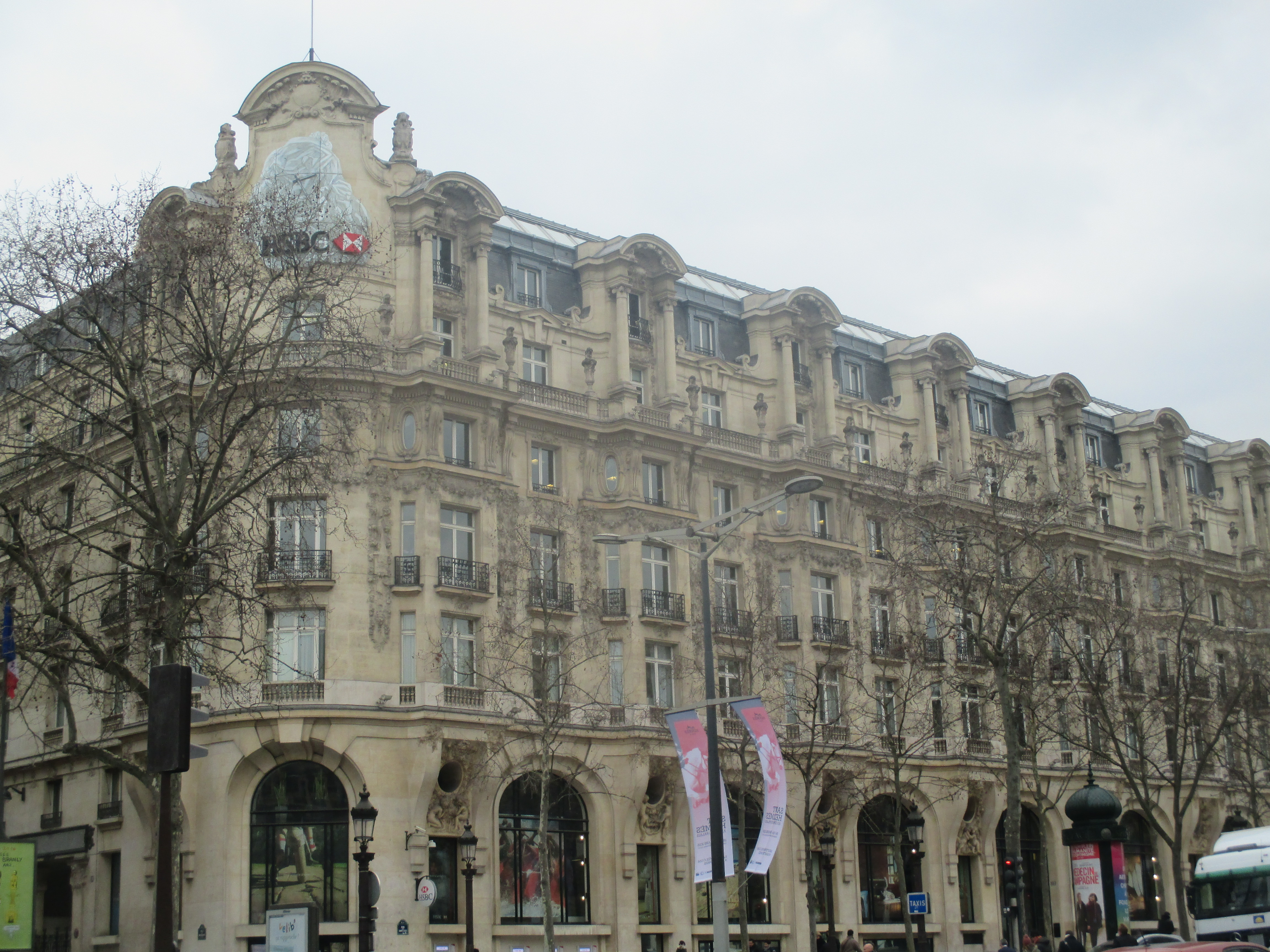
Штаб-квартира на Елисейских полях до 2022 года

Банк Crédit Commercial de France был образован в 1917 году в результате слияния Banque suisse et française, созданного в 1894 году, с двумя региональными банками. В 2000 году он был куплен банковской группой HSBC; на то время CCF был 6-м крупнейшим банком Франции. В 2005 году все отделения были переведены на бренд HSBC, а сам банк был переименован в HSBC France. После выхода Великобритании из ЕС, в 2020 году, группа HSBC решила реорганизовать свои европейские операции: филиалы в 12 странах Европы, включая Францию, были объединены в дочернюю компанию HSBC Continental Europe со штаб-квартирой в Париже. В 2021 году начались переговоры о продаже розничной банковской сети во Франции.
В 1919 году Андре Ситроен основал финансовую компанию SOVAC для продажи своих автомобилей в кредит. В 1995 году эту компанию купила корпорация General Electric и переименовала в GE Money Bank. В 2017 году новым владельцем стала американская инвестиционная группа Cerberus Capital Management, после чего название было изменено на My Money Bank.
В 2024 году Cerberus завершила покупку банка HSBC France, после чего объединила его с My Money Bank в Groupe CCF; розничной сети было возвращено название Crédit Commercial de France.

## Собственники и руководство
Groupe CCF полностью принадлежит инвестиционным фондам, управляемым групрой Cerberus Capital Management (через 2 промежуточные компании, зарегистрированные в Нидерландах, Promontoria 19 BV и Promontoria 101 BV). Головной компанией группы является CCF Holding SAS (штаб-квартира в Tour Europlaza в районе Дефанс).
Руководство:
- Чэд Лит (Chad A. Leat) — председатель совета директоров; ранее был вице-председателем Citigroup.
- Никколо Уберталли (Niccolo Ubertalli) — генеральный директор (CEO) с января 2023 года, до этого работал в UniCredit. Фигурант «Райских документов»[10].

## Деятельность
Подразделения Groupe CCF по состоянию на 2024 год:
- розничный банкинг (CCF) — ипотечное кредитование, приём депозитов, кредитные карты, распространение инвестиционных и страховых продуктов других финансовых групп (Pictet Group, Goldman Sachs, Morgan Stanley, HSBC); активы — 25 млрд евро;
- специализированный банк — рефинансирование ипотеки, кредитование застройщиков а Парижском регионе (My Money Bank), автокредитование во Французских заморских территориях (Somafi-Soguafi, Sorefi); активы — 6 млрд евро.

Активы группы по состоянию на конец 2024 года составляли 31,1 млрд евро, из них 18,3 млрд евро приходилось на выданные кредиты. Принятые депозиты составляли 20,9 млрд евро. Сеть группы насчитывала 235 отделений и обслуживала 800 тыс. клиентов.